# Бангета (гора)
Бангета (англ. Mount Bangeta) — гора хребта Сарувагед в провинции Моробе в Папуа — Новой Гвинее. Принадлежит массиву Северных (Береговых) гор. Является четвёртой по высоте вершиной страны, самой высокой вершиной провинции и хребта Сарувагет.
Гора расположена в северо-восточной части страны, в северной части провинции, на полуострове Хуон в 89 км на восток — юго-восток от горы Гладстон (4125 м), горного хребта Финистерре.
Гора Бангета имеет вторую вершину (4060 м) с координатами 6°16′42″ ю. ш. 147°03′12″ в. д., которая расположена в 5,5 км к юго-западу от основной. Часто основную вершину называют Саравагет, а вторую — Бангета.